# Firmanul orb
Firmanul orb (în albaneză Qorrfermani) este un roman din 1991 al scriitorului albanez Ismail Kadare.